# Kiskorpád, Somogy
Kiskorpád  este un sat în districtul Kaposvár, județul Somogy, Ungaria, având o populație de 901 locuitori (2011). 

## Demografie
Componența etnică a satului Kiskorpád
     Maghiari (90,26%)
     Romi (6,75%)
     Germani (1,5%)
     Necunoscut (0,43%)
     Alții (1,07%)
Componența confesională a satului Kiskorpád
     Romano-catolici (61,49%)
     Fără religie (12,54%)
     Reformați (9,77%)
     Luterani (2,55%)
     Necunoscută (13,21%)
     Atei (0,44%)
     Alte religii (0,55%)
Conform recensământului din 2011, satul Kiskorpád avea 901 locuitori. Din punct de vedere etnic, majoritatea locuitorilor (90,26%) erau maghiari, existând și minorități de romi (6,75%) și germani (1,5%). Apartenența etnică nu este cunoscută în cazul a 0,43% din locuitori.  Din punct de vedere confesional, majoritatea locuitorilor (61,49%) erau romano-catolici, existând și minorități de persoane fără religie (12,54%), reformați (9,77%) și luterani (2,55%). Pentru 13,21% din locuitori nu este cunoscută apartenența confesională.